# Comuna Kîianka, Iemilciîne
Kîianka (în ucraineană Киянська сільська рада) este o comună în raionul Iemilciîne, regiunea Jîtomîr, Ucraina, formată din satele Kîianka (reședința) și Kremeanka.

## Demografie
Componența lingvistică a comunei Kîianka
     Ucraineană (99,11%)
     Alte limbi (0,71%)
Conform recensământului din 2001, majoritatea populației comunei Kîianka era vorbitoare de ucraineană (99,11%), existând în minoritate și vorbitori de alte limbi.